# José de Andía y Varela
José de Andía y Varela (* um 1730 im Baskenland (Provinz Bizkaia); † nach 1774) war ein in spanischen Diensten stehender Kapitän und Entdecker.
Der spanische Vizekönig in Peru, Manuel d’Amat i de Junyent, entsandte während seiner Amtszeit insgesamt vier Expeditionen in den Südpazifik. Ziel dieser Unternehmungen war es festzustellen, in welchem Umfang die englischen und französischen Kolonisierungsbestrebungen der pazifischen Inseln erfolgreich waren sowie den spanischen Einfluss auf den Südpazifik auszudehnen. Weiterhin sollte die katholische Mission in dieser Weltgegend vorangetrieben bzw. etabliert werden.
Nachdem sich Domingo de Boenechea auf der zweiten Reise bewährt und Tahiti („Isla de Amat“) für Spanien annektiert hatte, übertrug Amat ihm auch das Kommando über die  dritte spanische Expedition in den Pazifik. Während Boenechea das Führungsschiff, die Fregatte Aguila, selbst kommandierte, wurde das kleinere Begleitschiff, die Bark Jupiter, von José Andia befehligt. Die Schiffe verließen Callao am 20. September 1774 mit südwestlichem Kurs. Am 6. Oktober 1774 wurden sie getrennt. Beide segelten hintereinander auf gleichem Kurs, jedoch außer Sichtweite, zum Tuamotu-Archipel, wo Boenechea mehrere Inseln für Europa entdeckte. Einige Entdeckungen wurden vermutlich von Andia gemacht, obwohl sie Boenechea als Expeditionsleiter zugeschrieben werden: Amanu, das José Andia „Isla de las Animas“ taufte und Tatakoto, von Boenechea „San Narciso“ genannt. Tekokota, das Andia „Los Martires“ nannte, hatte James Cook bereits 1773 passiert.
Über das weitere Schicksal Andias nach dieser Expedition ist wenig bekannt. Angeblich wandte er sich dem Seehandel zwischen Chile und Peru zu.